# 日中名人戦
日中名人戦（にっちゅうめいじんせん）は、日本と中国の対抗による囲碁の棋戦。中国語名称は中日名人対抗賽。日本の名人戦と、中国の名人戦の優勝者同士による対抗戦形式で、1988年から開始され、1994年まで7回行われた。後継として1996年に日本、中国の名人戦優勝者、韓国の国手戦優勝者の三名による世界囲碁最強戦（せかいいごさいきょうせん）が実施された。
- 主催 朝日新聞社、人民日報社
- 共催 日本棋院、中国囲棋協会
- 後援 （第1回）テレビ朝日、（同）朝日放送
- 協賛 （第1-2回）全日空、（第1回）東京全日空ホテル

## 概況
1988年に中国で名人戦が創設されたのを機に、その主催者の人民日報社から日本の名人戦主催者の朝日新聞社に申し入れがあり、人民日報創刊40周年、朝日新聞創刊100周年にも重なって創設された。
第1回は東京の東京全日空ホテル、第2回は北京の中日友好囲棋会館で行われた。第4回まで日本の小林光一が2-0で勝って8連勝していたが、第5回第1局に馬暁春が勝って中国初の1勝、三番勝負も2-1で初めて中国が制した。またこの7回の間、1988年からは小林光一が日本の名人戦7連覇中で、日本側選手は小林のみ、1989年からも中国の名人戦で馬暁春が連覇中で、第2回から7回まではこの二人の対戦だった。

## 方式
- 対戦は三番勝負。
- 持時間は各3時間、残り5分から秒読み1分。第3回から残り10分から秒読み1分。
- コミは5目半。
- 開催地は日本と中国の交互とし、ルールは開催地のルール。第1回は日本で開催。

## 結果
（左が勝者）
1. 1988年 小林光一 2-0 劉小光
2. 1989年 小林光一 2-0 馬暁春
3. 1990年 小林光一 2-0 馬暁春
4. 1991年 小林光一 2-0 馬暁春
5. 1992年 馬暁春 2-1 小林光一
6. 1993年 小林光一 2-1 馬暁春
7. 1994年 馬暁春 2-1 小林光一

## 世界囲碁最強戦
日中の名人と韓国の国手の3名が、それぞれ先後2局ずつを打つ総当たりリーグ戦で行われる。
- 主催 東亜日報

### 方式
- 持時間は4時間。残り5分から秒読み。
- コミは5目半。

### 結果
- 1996年
  - 李昌鎬 2-0 武宮正樹
  - 武宮正樹 2-0 馬暁春
  - 李昌鎬 2-0 馬暁春
  - 1位 李昌鎬(4-0)、2位 武宮正樹(2-2)、3位 馬暁春(0-4)